# GARYU
『GARYU』（ガリュウ）は、日本の太鼓ユニット我龍が2007年1月30日にオフィス我龍からリリースしたデビューアルバムである。このアルバムは、オフィス我龍に販売権がある。

## 内容
キャッチフレーズは、ドラムと和太鼓の響進擊！！二つの音が一つになる時、まったく新しい響きが生まれる。
結成2年目の我龍初のアルバムである。

## 収録曲
1. 序章-jyosyo-
こぶしを使った大太鼓が印象的な曲となっている。
2. 个-ka-
个とは一個二個、１ケ２ケなどの同意語。打ち手の一人一人が自分を表現することで、新たな響きが生まれる。
3. 流霧-rumu-
旅人が山奥のか細い道を歩いています。あたりには霧が..不安と戦いながら、旅人は山を乗り越えることができるのでしょうか。
4. 躍進-yakusin-
昇竜のように躍進していくという思いを込めて作った演目。香本俊介と竹内孝志が初めてとみに太鼓を打った日に出来た曲。
5. 蘭士-ranji-
蘭の花の個性的で独特の世界を我龍なりに表現しました。観客と一体となることで完成する、もっとも我龍らしい演目です。
6. 大躍進feat.忍
広島を代表するクリエーター集団『忍』。我龍と忍びによるリミックス・トラック。
7. 蘭士-忍再構築篇-
広島を代表するクリエーター集団『忍』。我龍と忍びによるリミックス・トラック。
8. 天地翔-remix-
イスラエル人によるヴィオラとヴァイオリンのユニットとフィーチャリングした国際リミックスバージョン。

## 参加ミュージシャン
- 竹内孝志：和太鼓、作曲
- 香本俊介：ドラム
- 竹内裕樹：和太鼓
- 増尾公三郎：和太鼓
- 西川滋祐：篠笛